# Thomas Howard (1er comte de Berkshire)
Pour les articles homonymes, voir Thomas Howard.
Thomas Howard, 1er comte de Berkshire est un homme politique anglais, né le 8 octobre 1587 à Saffron Walden et mort le 16 juillet 1669. Il siège à la chambre des communes du Royaume-Uni entre 1605 et 1622 et est nommé comte de Berkshire en 1626.

## Biographie
Howard naît à Saffron Walden dans le comté d'Essex, il est le second fils de Thomas Howard (1er comte de Suffolk) et de sa femme Catherine Knyvet. Il fait ses études au Magdalene College de Cambridge. Il est fait chevalier en 1604. En 1605 il est élu député du parlement pour la cirsconscription de Lancaster à une élection partielle, puis élu député du parlement pour la circonscription de Wiltshire en 1614 et pour Cricklade en 1621. En 1621 il est fait baron Howard de Charlton, Wiltshire et le 7 février 1626 il est fait comte de Berkshire.

## Famille
Howard épouse Elizabeth Cecil, fille et cohéritière de William Cecil (2e comte d'Exeter) en 1614. Ils ont treize enfants :
- Charles Howard (2e comte de Berkshire) (1615-1679)
- Mary Howard (1616-1679)
- Thomas Howard (3e comte de Berkshire) (1619-1706)
- Henri Howard (dramaturge)
- William Howard
- Robert Howard (1626-1698)
- Elizabeth Howard, épouse de John Dryden
- Philip Howard (1629-1717)
- Frances Howard, épouse de Conyers Darcy (2e comte d'Holderness)
- James Howard
- Algernon Howard
- Edward Howard (dramaturge) (en)[3]
- Diana Howard (1636-1713)